# Kimi Satō
Kimi Satō, née le 5 mars 1949 à Sendai au Japon, est une compositrice japonaise. Élève d'Olivier Messiaen, elle est la première des deux non-français à réussir le concours de la Villa Médicis en 1984 avec l'artiste peintre catalan, Antonio Ros Blasco,,.